# AEGON International 2017
L'AEGON International 2017 è stato un torneo combinato sia maschile che femminile, su campi in Erba. È stata la 43ª edizione del torneo. Appartiene alle categorie WTA Premier per quanto riguarda il WTA Tour 2017 e come ATP Tour 250 per l'ATP World Tour 2017. Si è tenuto al Devonshire Park Lawn Tennis Club di Eastbourne, in Inghilterra, dal 26 al 1º luglio 2017.

## Partecipanti ATP

### Teste di serie
| Nazionalità | Giocatrice        | Ranking* | Testa di serie |
| ----------- | ----------------- | -------- | -------------- |
| Serbia      | Novak Đoković     | 4        | 1              |
| Francia     | Gaël Monfils      | 16       | 2              |
| Stati Uniti | John Isner        | 21       | 3              |
| Stati Uniti | Steve Johnson     | 25       | 4              |
| Stati Uniti | Sam Querrey       | 28       | 5              |
| Germania    | Miša Zverev       | 29       | 6              |
| Francia     | Richard Gasquet   | 30       | 7              |
| Argentina   | Diego Schwartzman | 36       | 8              |

* Ranking al 19 giugno 2017.

### Altri partecipanti
I seguenti giocatori hanno ricevuto una wild card per il tabellone principale:
- Novak Đoković
- Gaël Monfils
- Cameron Norrie

I seguenti giocatori sono passati dalle qualificazioni:

- Thomas Fabbiano
- Norbert Gombos
- Vasek Pospisil
- Franko Škugor

### Ritiri
Prima del torneo
- Aljaž Bedene → sostituito da  Frances Tiafoe
- Pablo Cuevas → sostituito da  Horacio Zeballos
- Daniel Evans → sostituito da  Jiří Veselý
- Feliciano López → sostituito da  Dušan Lajović
- Florian Mayer → sostituito da  Jared Donaldson
- Gilles Müller → sostituito da  Kevin Anderson

## Partecipanti WTA

### Teste di serie
| Nazionalità | Giocatrice               | Ranking* | Testa di serie |
| ----------- | ------------------------ | -------- | -------------- |
| Germania    | Angelique Kerber         | 1        | 1              |
| Romania     | Simona Halep             | 2        | 2              |
| Rep. Ceca   | Karolína Plíšková        | 3        | 3              |
| Slovacchia  | Dominika Cibulková       | 6        | 4              |
| Regno Unito | Johanna Konta            | 7        | 5              |
| Danimarca   | Caroline Wozniacki       | 8        | 6              |
| Russia      | Svetlana Kuznecova       | 9        | 7              |
| Polonia     | Agnieszka Radwańska      | 10       | 8              |
| Francia     | Kristina Mladenovic      | 12       | 9              |
| Lettonia    | Jeļena Ostapenko         | 13       | 10             |
| Spagna      | Garbiñe Muguruza         | 14       | 11             |
| Russia      | Elena Vesnina            | 15       | 12             |
| Rep. Ceca   | Petra Kvitová            | 16       | 13             |
| Russia      | Anastasija Pavljučenkova | 17       | 14             |
| Svizzera    | Timea Bacsinszky         | 20       | 15             |
| Australia   | Dar'ja Gavrilova         | 21       | 16             |

* Ranking al 19 giugno 2017.

### Altre partecipanti
Le seguenti giocatrici hanno ricevuto una wild card per il tabellone principale:
- Naomi Broady
- Simona Halep
- Angelique Kerber
- Petra Kvitová
- Heather Watson

Le seguenti giocatrici sono passate dalle qualificazioni:

- Lara Arruabarrena
- Mona Barthel
- Duan Yingying
- Hsieh Su-wei
- Varvara Lepchenko
- Francesca Schiavone

Le seguenti giocatrici sono entrate in tabellone come lucky loser:
- Verónica Cepede Royg
- Sorana Cîrstea
- Lauren Davis
- Kristína Kučová
- Risa Ozaki
- Cvetana Pironkova

### Ritiri
Prima del torneo
- Catherine Bellis → sostituita da  Lauren Davis
- Kiki Bertens → sostituita da  Christina McHale
- Julia Görges → sostituita da  Kristína Kučová
- Dar'ja Kasatkina → sostituita da  Verónica Cepede Royg
- Petra Kvitová → sostituita da  Cvetana Pironkova
- Mónica Puig → sostituita da  Elise Mertens
- Lucie Šafářová → sostituita da  Risa Ozaki
- Jaroslava Švedova → sostituita da  Catherine Bellis
- Samantha Stosur → sostituita da  Eugenie Bouchard
- Coco Vandeweghe → sostituita da  Sorana Cîrstea

Durante il torneo
- Ana Konjuh
- Christina McHale
- Julija Putinceva
- Johanna Konta

## Campioni

### Singolare maschile
Novak Đoković ha sconfitto in finale  Gaël Monfils con il punteggio di 6-3, 6-4.
- È il sessantottesimo titolo in carriera per Đoković, secondo della stagione.

### Singolare femminile
Karolína Plíšková ha sconfitto in finale  Caroline Wozniacki con il punteggio di 6-4, 6-4.
- È il nono titolo in carriera per Plíšková, terzo della stagione.

### Doppio maschile
Bob Bryan /  Mike Bryan hanno sconfitto in finale  Rohan Bopanna /  André Sá con il punteggio di 6(4)–7, 6-4, [10-3].

### Doppio femminile
Chan Yung-jan /  Martina Hingis hanno sconfitto in finale  Ashleigh Barty /  Casey Dellacqua con il punteggio di 6-3, 7-5.